# ایل جلالی

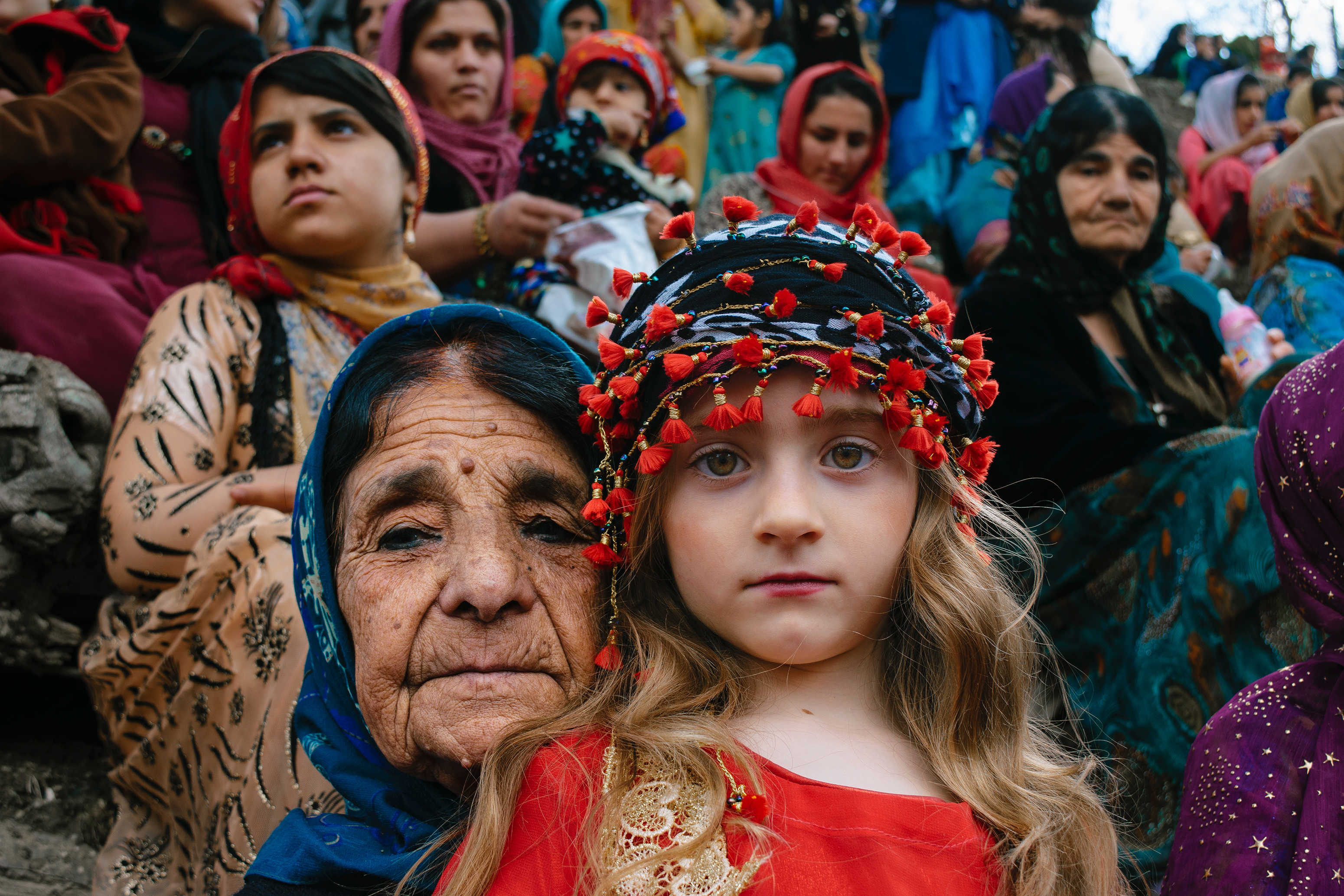
تصویری از یک دخترک کرد و مادربزرگش در جشن نوروز.

جلالی نام یکی از ایل‌های کرد ایران در شمال استان استان آذربایجان غربی در شهرستان‌های ماکو ،شوط ،پلدشت ،چایپاره ،چالدران و خوی است. داستان‌های مختلفی در خصوص ایل جلالی روایت شده است اما آنچه مسلم است، این ایل از ایل‌های بزرگ کرد ایران در استان آذربایجان غربی و جزء ده ایل بزرگ ایران بشمار می‌آید و زبان گفتاری این ایل کردی کرمانجی است. امروزه بیشتر اعضای ایل جلالی یکجانشین شده و در شهرهای ارومیه، خوی، ماکو، چالدران، چایپاره، پلدشت ساکن شده‌اند.
قابل ذکر است که ایل جلالی تشابهات زبانی و گاها فرهنگی به ایل میلان دارد که این تشابهات بدلیل جغرافیای مشترک سکونتشان می‌باشد. اما این دو ایل بطورکامل جدا از یکدیگر میباشند. در اصل می‌توان گفت ایل میلان خود مستقل بوده و کنفدراسیونی متشکل از چندین طایفه من جمله دودکانلو میلان، دلائی میلان، شیخکانلو میلان، مروئی میلان، اومویی میلان، قلیکی میلان، ممکانلو میلان، کچلانلو میلان، شابوئی میلان می‌باشد. از لحاظ زبانی هر دوی این ایل‌ها به لهجه‌هایی از گویش کرمانجی تکلم میکنند که یکی از اصلیترین گویشهای زبان کوردی با بیشترین تعداد سخنور می‌باشد. کرمانجی مورد استفاده توسط ایل میلان خاص بوده و به‌طور تقریبی با کوردی مورد استفاده توسط کوردهای سوریه و بخشی از کوردهای ترکیه یکسان می‌باشد. ایل میلان در جنگ‌های متعدد چندین بار تبعید شده و بدین سبب پراکندگی‌هایی در شهرهای جنوب استان ازجمله مهاباد، نقده، شاهیندژ و پیرانشهر دارد.
ایل جلالی بزرگ‌ترین ایل استان آذربایجان غربی است که حدود ۴۸/۲درصد از خانوارهای کوچنده استان را شامل می‌شود. این ایل از ۱۰ طایفه و ۵۹ باو و ۲۴۷ اوبه تشکیل شده و به‌دلیل داشتن جمعیت فراوان و گستردگی طایفه‌های آن به نام جلالی مشهور شده است. طایفه‌های ده‌گانه ایل جلالی در ایران عبارتند از: قزلباش، خلکانلو، مصرکانلو، جنکانلو، اوتایلو، علم هلو، حسوخلف (دربازکی)، بلخکانلو، ساکان و قندکانلو. براساس روایت عشایر نام بنیانگذار ایل «جلال» بوده است. قبل از متمرکز شدن قدرت در کشور و جهت در امان ماندن از حوادث و جنگ‌ها در دوره پهلوی و زمان پادشاهان قبلی ایران در نظام زندگی ایل جلالی قدرت مرکزی از آن رئیس ایل بوده و نظیر سایر قدرتهای ایلی موروثی می‌باشد. بعد از رئیس ایل، رئیس طایفه و بعد از او «سراوبه» در راس هرم قدرت قرار دارند. هر طایفه از چند باو تشکیل می‌شود و هر باو نیز بزرگ و ریش سفیدی دارد که به هنگام ضرورت مورد مشورت قرار می‌گیرد. در گذشته قدرت مرکزی ایل اهمیت خاص داشته و حیات ایل در گرو تصمیمات وی بوده است. اما هر چه طایفه‌های گسترده‌تر می‌شدند و اوبه‌ها فراوانتر، به همان اندازه از حیطه قدرت مرکزی دور شده و بر قدرت طایفه افزوده می‌شده است.

## طایفه‌های ایل جلالی در ترکیه و ایران
‏برخی منابع هم طایفه‌های جلالی را به شرح زیر تقسیم می‌کند:
- قادر گومو
- دربازکی‌ها
- خلیکی
- سندی
- سلوایتیمی
- قورخچیا
- حسوخلفان
- بوتیک‌ها
- میاکا
- قوتان
- کسگویان - ( ایل پتک جلالی : از اقوام باستانی جنگلهای کوه منگشت )
- گه لیان
- حولیلی
- جومکان
- کچلانلو
- علیان
- گلوتوران
- مصرکان
- پیله کی
- بلخکی
- حسه سوری
- ساکا
- بوزو
- بدو
- حمه حسنکه
- مالی رشی
- مالا عله بوزخوره
- پیالا
- قاتیکان
- قیمه کان
- ممتیکان
- قیسه کان
- که له شکان
- قوریان
- حمه حوزه
- دیلویان
- علیان
- خدیراقا
- هندریان
- بانکوک
- شیمکان
- رشکان
- قزباخشولیان
- عمویکان
- بزنیان
- قرهچلیان
- زلفویان
- حسنان
- رامان
- رشکوتا
- پنسن
- ایکان
- هکران
- سلالی
- ردکی
- جمالدینی
- سیپکان
- حیدران
- زیرکان
- هیبران
- قندکا
- جنکا
- اوتالیا
- جلالوند[نیازمند منبع]

## تبعید ایل جلالی
در دوران رضاشاه به‌دلیل ناآرامی‌های سمت ترکیه مانندوقایع جمهوری آرارات ودر خواست کشور ترکیه به‌دلیل ارتباط این ایل با این شورش تبعید ایل جلالی ابعادی وسیع به خود گرفت، از ۵٬۰۰۰ خانوار تبعیدی ایل جلالی که از شهرستانهای ماکو، شوط، پلدشت، چالدران و خوی به نواحی مرکزی ایران مانند قزوین، تهران، کرج، کرمان، بلوچستان و شمال ایران تبعید شده بودن تنها ۵۰۰ خانوار بعد از شهریور ۱۳۲۰و تبعید رضا شاه از ایران، به مناطق خودشان بازگشتند.